# Coleophora pennella
Coleophora pennella é uma espécie de mariposa do gênero Coleophora pertencente à família Coleophoridae.